# Episodi de La Ruota del Tempo (terza stagione)
La terza e ultima stagione della serie televisiva La Ruota del Tempo (The Wheel of Time), composta da otto episodi, è stata pubblicata sulla piattaforma streaming on demand Prime Video dal 13 marzo al 17 aprile 2025, in tutti i Paesi in cui è disponibile.
| n° | Titolo originale           | Titolo italiano            | Pubblicazione  |
| -- | -------------------------- | -------------------------- | -------------- |
| 1  | To Race the Shadow         | La corsa contro l'Ombra    | 13 marzo 2025  |
| 2  | A Question of Crimson      | Una questione di cremisi   | 13 marzo 2025  |
| 3  | Seeds of Shadow            | Semi dell'Ombra            | 13 marzo 2025  |
| 4  | The Road to the Spear      | Il cammino verso la lancia | 20 marzo 2025  |
| 5  | Tel'aran'rhiod             | Il mondo dei sogni         | 27 marzo 2025  |
| 6  | The Shadow in the Night    | L'Ombra nella notte        | 3 aprile 2025  |
| 7  | Goldeneyes                 | Occhiodoro                 | 10 aprile 2025 |
| 8  | He Who Comes with the Dawn | Colui che viene con l'alba | 17 aprile 2025 |

## La corsa contro l'Ombra
- Titolo originale: To Race the Shadow
- Diretto da: Ciarán Donnelly
- Scritto da: Justine Juel Gillmer

### Trama
A Tar Valon si tiene il processo a Liandrin Guirale, rea di aver tradito le Aes Sedai abbracciando la causa dell'Ajah Nera. Durante il consiglio, però, molte delle donne presenti si rivelano essere sue alleate e ciò comporta un furioso scontro che si consuma nelle sale della Torre Bianca prima e nelle strade della città poi, portando alla morte di alcune Aes Sedai e Custodi – tra cui Ivhon, uno dei Custodi di Alanna Mosvani – e la fuga di Liandrin e delle seguaci a lei più vicine. In più, l'insospettabile Nyomi trafuga dagli archivi alcuni sa'angreal di importanza cruciale. Nel mentre, il gruppo capeggiato da Moiraine ha fatto ritorno nella capitale a seguito della battaglia di Falme, ma Rand è costretto a rimanere nascosto per non cadere nuovamente nelle mani delle Aes Sedai. Moiraine rivela al Drago Rinato e ai suoi compagni che la loro prossima destinazione è Tear, dove si trova la leggendaria spada Callandor. Il gruppo, però, è restio a seguire le sue direttive e, per convincerli che Tar Valon non è un posto sicuro, la donna si accorda con Lanfear affinché aggredisca i ragazzi nella notte, senza causare danni gravi ma abbastanza da spaventarli; ma qualcosa va storto quando Nynaeve viene ferita gravemente da un misterioso "uomo grigio", che Moiraine riconosce come una creazione della reietta Moghedien. Alla luce di questi avvenimenti, Rand decide di partire insieme a Moiraine, Lan, Egwene e Aviendha,  ma non per Tear: il giovane ha infatti deciso di recarsi nel deserto aiel per sapere qualcosa di più sulle proprie origini e sul proprio ruolo di car'a'carn. Mentre Mat, Nynaeve ed Elayne rimangono alla Torre Bianca, Perrin decide invece di tornare nei Fiumi Gemelli e a lui si uniscono Loial, Bain e Chiad, le due Fanciulle della Lancia compagne di Aviendha.
- Guest star: Ragga Ragnars (Bain), Maja Simonsen (Chiad), Clare Dunne (Galina Casban), Clare-Hope Ashitey (Alviarin Freidhen), Olivia Popica (Jeaine Caide), Rachel Denning (Nyomi), Nila Aalia (Adeleas Mathwin), Olumide Olorunfemi (Ispan Shefar), Diêm Camille (Tsutama Rath), Anthony Kaye (Ihvon), Mi Hae Lee (Chesmal Emry), Zenobia Kloppers (Amico Nagoyin), Joelle (Joiya Byir), Gulzan Dossanova (Amira Sedai), Jared Doreck (Jaichim Carridin).

## Una questione di cremisi
- Titolo originale: A Question of Crimson
- Diretto da: Ciarán Donnelly
- Scritto da: Katherine B. McKenna

### Trama
Vent'anni prima della vicenda principale, a Caemlyn, capitale del regno di Andor, la regina Morgase Trakand aspetta la sua prima figlia femmina, Elayne, che garantirà continuità alla discendenza sul trono del regno, trattandosi di una società matriarcale. Nell'annunciare la lieta notizia, la regina fa convocare i vassalli che in precedenza le si erano ribellati, all'apparenza per porre fine una volta per tutte alle ostilità ma, in realtà, per farli uccidere ed eliminare potenziali contendenti.
Nel presente, Morgase giunge alla Torre Bianca per comunicare a Elayne che intende riportarla a casa a causa dei pericoli sorti con il dilagare dell'Ajah Nera ma questa si oppone, determinata diventare la prima Aes Sedai a sedere sul trono di Andor. Insieme a Morgase ci sono anche i principi Gawyn e Galad, che intendono intraprendere l'addestramento per diventare Custodi, mentre la consigliera personale di Morgase, Elaida – Aes Sedai dell'Ajah Rossa – viene incaricata di restare a Tar Valon per monitorare le mosse di Siuan Sanche e rafforzare la posizione di Andor nella Torre. L'Amyrlin Seat convoca Nynaeve ed Elayne per affidare loro il compito di indagare sull'Ajah Nera e dare la caccia alle donne che ne fanno parte, con Elayne che è costretta ad affrontare la prova degli archi quella sera stessa.
Il gruppo di Perrin utilizza le vie ogier per raggiungere in fretta Emond's Field, dove scoprono che i Manti Bianchi hanno stabilito un presidio nelle vicinanze per dare la caccia a chiunque utilizzi l'Unico Potere e, soprattutto, a Perrin stesso, reo di aver ucciso Geofram Bornhald. Inoltre, il villaggio ospita diversi cacciatori del Corno di Valere, ignari che esso ha già trovato il suo portatore in Mat.
In viaggio verso il deserto aiel, Rand si allena di giorno nell'arte della spada con Lan, mentre di notte è visitato da Lanfear, ancora innamorata di lui. Egwene, invece, è tormentata dagli incubi che la riportano al periodo in cui era una damane; una notte, ha la visione di una donna aiel nel deserto che sostiene che quello non sia il suo posto. Quando il gruppo raggiunge i confini della Triplice Terra, viene intercettato da un manipolo di aiel.
- Guest star: Nuno Lopes (Lord Gaebril), Ragga Ragnars (Bain), Maja Simonsen (Chiad), Nukâka Coster-Waldau (Bair), Björn Landberg (Rhuarc), Clare Dunne (Galina Casban), Diêm Camille (Tsutama Rath), Nyokabi Gethaiga (Ryma), Clare-Hope Ashitey (Alviarin Freidhen), Callum Kerr (Galad Damodred), Luke Fetherston (Gawyn Trakand), Rina Mahoney (Marin Al'Vere), Zuzana Hodkova (Lini), Karen Vidda (Karind Anshar), Charlie Herbeck (Aedelle Baryn), Susan Aderin (Nasina Caeren), Salla Tervonen (Ginni), Gowri Shaiva (Clara), Jeanette Zhangal (Novizia), Zdenek Piskula (Lir Baryn), Valery Mulenga (figlia di Nasina).

## Semi dell'Ombra
- Titolo originale: Seeds of Shadow
- Diretto da: Thomas Napper
- Scritto da: Beverly Okhio

### Trama
Nei sotterranei della Torre Bianca, Lanfear si incontra con Sammael e Rahvin – il quale si rivela essere nientemeno che il nuovo marito di Morgase, Lord Gaebril – per discutere di come contrastare Moghedien, considerata un pericolo per tutti loro. Al termine della riunione, rimasto solo, Rahvin si incontra proprio con la Reietta, lasciando intendere che sia in combutta con lei. Intanto Nynaeve ed Elayne, dopo aver interrogato senza successo le due prigioniere dell'Ajah Nera per scoprire dove si sia diretta Liandrin, si recano nella vecchia abitazione dove la donna teneva nascosto il figlio malato e scoprono un simbolo sul pavimento: si tratta di una delle due facce di un marchio, la cui altra metà si trova nella città di Tanchico. Tra i disegni degli oggetti rubati da Nyomi, Nynaeve nota un bracciale e simile a quelli usati dai Seanchan per soggiogare le damane e le due capiscono così che Liandrin è diretta a Tanchico per recuperare l'a'dam corrispondente. A un tratto, un emissario di Moghedien le attacca, ma viene messo fuori combattimento da Elayne e pugnalato a morte da qualcuno; quando sul posto compare Verin Mathwin, le due tacciono le informazioni scoperte e, consce di non potersi fidare di nessuno, decidono di recarsi a Tanchico. Nel mentre, Elaida Sedai si confronta così con le sue sorelle dell'Ajah Rossa e, in seguito, rivela a Min Farshaw – che le è stata assegnata come cameriera – che presto l'Altissima dell'Ajah Rossa indirà un consiglio straordinario per deporre Siuan Sanche. Nella notte, quest'ultima convoca Tsutama Rath per incaricarla di dare la caccia al Falso Drago Mazrim Taim, che si trova in Saldea.
Giunto nel deserto aiel, il gruppo di Rand si imbatte in una carovana Tuatha'an i cui membri sono stati massacrati nei pressi di una sorgente d'acqua. Egwene scopre dalla sapiente Bair di essere una "camminatrice di sogni", mentre Lan viene a sapere che una delle donne aiel del clan Taardad, Melindhra, è in realtà un'orfana del regno del Malkier.
Nei Fiumi Gemelli, la madre e le sorelle di Mat sono state catturate dai Manti Bianchi: Dain Bornhald crede infatti che, così facendo, Perrin si consegnerà spontaneamente per salvare loro la vita. Al villaggio, tuttavia, gli abitanti si oppongono alla volontà sua di scambiare la propria libertà con quella delle familiari di Mat; nel mentre, il giovane fa la conoscenza una cercatrice del Corno di Valere di nome Faile.
A Tanchico, Liandrin e le sue seguaci mettono le mani sul collare che cercavano: un manufatto antichissimo in grado di soggiogare gli uomini che incanalano. Liandrin dichiara di essere intenzionata a usarlo nientemeno che sul Drago Rinato. Quello che la donna non sa è che Moghedien ha seguito le sue tracce ed è probabilmente intenzionata a sottrarle l'a'dam.
- Guest star: Abdul Salis (Eamon Valda), Rachel Denning (Nyomi), Nuno Lopes (Lord Gaebril / Rahvin), Ragga Ragnars (Bain), Maja Simonsen (Chiad), Nukâka Coster-Waldau (Bair), Björn Landberg (Rhuarc), Clare Dunne (Galina Casban), Joelle (Joiya Byir), Zenobia Kloppers (Amico Nagoyin), Diêm Camille (Tsutama Rath), Salóme Gunnarsdóttir (Melaine), Synnøve Macody Lund (Melindhra), Mi Hae Lee (Chesmal Emry), Olivia Popica (Jeaine Caide), Olumide Olorunfemi (Ispan Shefar), Rina Mahoney (Marin Al'Vere), Juliet Howland (Natti Cauthon), Mandi Symonds (Daise Congar), Cameron Jack (Sammael), Callum Kerr (Galad Damodred), Luke Fetherston (Gawyn Trakand), Michael Lindall (Lord Luc), Paul Maynard (Jac Al'Seen), Rob McLoughlin (Jaq Lounalt), Gregory Gudgeon (Cenn Buie), Litiana Biutanaseva (Bode Cauthon), Lilibet Biutanaseva (Eldrin Cauthon), Ian Atwiine (Ban Al'Seen), Iman Marson (Wil Al'Seen), Stella Janackova (moglie di Jaq), Lola Shaw (Liandrin da giovane), Gulzan Dossanova (Amira Sedai), Lukas Blaha (Uomo Grigio).

## Il cammino verso la lancia
- Titolo originale: The Road to the Spear
- Diretto da: Thomas Napper
- Scritto da: Rafe Judkins

### Trama
- Guest star: Katie Brayben (Latra Posae Decume), Nukâka Coster-Waldau (Bair), Björn Landberg (Rhuarc), Salóme Gunnarsdóttir (Melaine), Synnøve Macody Lund (Melindhra), Natasha Culzac (Sevanna), Set Sjöstrand (Couladin), Judith Georgi (Sealdre), Amrain Ismail-Essop (Sulwin), Ferdinand McKay (Alijha), Kiren Kebaili-Dwyer (Charlin), Jennifer Steyn (madre di Lewin), Thandi Sebe (Solinda), Randy Yav (Comran), Kolbeinn Arnbjörnsson (Charendin), Tereza Duškova (Maigran), Peter Gilchrist (Adan da anziano), Atom Uniacke (Adan da giovane), Ania Marson (Latra da anziana), Jean Thierry D'Almeida (Bruan), Adam Vacula (Bael), Christian Dunkley Clark (bandito), Fredrik Wagner (Muradin), Diana Dulinkova (Colline).

## Il mondo dei sogni
- Titolo originale: Tel'aran'rhiod
- Diretto da: Marta Cunningham
- Scritto da: Ajoke Ibironke

### Trama
- Guest star: Abdul Salis (Eamon Valda), Ragga Ragnars (Bain), Maja Simonsen (Chiad), Clare-Hope Ashitey (Alviarin Freidhen), Joelle (Joiya Byir), Zenobia Kloppers (Amico Nagoyin), Nila Aalia (Adeleas Mathwin), Nukâka Coster-Waldau (Bair), Björn Landberg (Rhuarc), Salóme Gunnarsdóttir (Melaine), Synnøve Macody Lund (Melindhra), Juliet Howland (Natti Cauthon), Dany Verissimo-Petit (Coine din Jubai Wild Winds), Jared Doreck (Jaichim Carridin), Litiana Biutanaseva (Bode Cauthon), Lilibet Biutanaseva (Eldrin Cauthon), Nicole Sherwin (Lian), Julie van Leeuwen (Alsera), Carmela Bonomi (Jorin din Jubai White Wing), Iman Marson (Wil Al'Seen), Ian Atwiine (Ban Al'Seen), Asia-Sky Fenty (Elnore), Daniela Hirsh (Ammessa), Marco Micelli (fornaio dei Fiumi Gemelli), Guy Moody (Byar da bambino).

## L'Ombra nella notte
- Titolo originale: The Shadow in the Night
- Diretto da: Marta Cunningham
- Scritto da: Rammy Park

### Trama
A Tanchico, Liandrin viene visitata in sogno da Lanfear, che la informa del fatto che una delle sue sorelle dell'Ajah Nera è in combutta con Sammael o con Rahvin e la avverte che, se non riuscirà a identificarla e a ucciderla entro un giorno, assaggerà la sua punizione. La donna, allora, estorce delle informazioni utili a Nyomi prima di ucciderla, credendo sia lei la spia. In realtà, la vera traditrice è Ispan Shefar, che viene però sorpresa e uccisa da Moghedien. Intanto Nynaeve, Elayne, Mat e Min continuano le loro ricerche; una sera, Nynaeve e Min scoprono dove si nascondono Liandrin e le altre, mentre Mat rincontra Thom Merrilin, che il ragazzo credeva morto. Grazie a lui, i giovani scoprono dell'esistenza in città di un'antica statua raffigurante un uomo che indossa un collare; nonostante sia l'unica figura rimasta, un tempo accanto a lui erano presente anche due figure femminili che indossavano dei bracciali. Prima che vi si dirigano, però, Mat viene avvicinato da uno degli uomini a cui aveva chiesto informazioni in precedenza che si scopre possedere il bracciale che i ragazzi stanno cercando e Mat se lo fa consegnare in cambio di un sacchetto di monete. Quella notte, Moghedien si introduce nelle stanze di Nynaeve ed Elayne e strega le due ragazze, portandole a rivelare quanto scoperto e a consegnarle il bracciale.
Nel deserto aiel, Egwene continua a esercitarsi per controllare i propri poteri nel mondo dei sogni, ma continua a non reggere il confronto con Lanfear. Una sera, esasperata, la ragazza affronta Rand e lo accusa di averla tradita intrecciando una relazione con una Reietta. I due, però, vengono interrotti dall'improvviso arrivo di Sammael sulla scena, che li attacca; Rand utilizza l'Unico Potere per abbattere dei fulmini sull'avversario, uccidendolo, ma nel crollo dell'abitazione dove i ragazzi si trovavano trova la morte la piccola Alsera. In un delirio di onnipotenza, Rand cerca di riportarla in vita ma fallisce.
Nei Fiumi Gemelli, le sorelle di Mat riescono a incanalare per guarire le ferite di Alanna, mentre Perrin e Faile cominciano un relazione amorosa. Nel frattempo, Padan Fain si è unito ai Manti Bianchi spacciandosi per uno di loro, portando in segreto con sé una legione di Trolloc con cui intende attaccare Emond's Field.
- Guest star: Alexandre Willaume (Thom Merrilin), Ragga Ragnars (Bain), Maja Simonsen (Chiad), Nukâka Coster-Waldau (Bair), Salóme Gunnarsdóttir (Melaine), Abdul Salis (Eamon Valda), Rachel Denning (Nyomi), Mi Hae Lee (Chesmal Emry), Olumide Olorunfemi (Ispan Shefar), Olivia Popica (Jeaine Caide), Cameron Jack (Sammael), Lola Shaw (Liandrin da giovane), Julie van Leeuwen (Alsera), Rina Mahoney (Marin Al'Vere), Mandi Symonds (Daise Congar), Litiana Biutanaseva (Bode Cauthon), Lilibet Biutanaseva (Eldrin Cauthon), Colin David Reese (Boral Lounalt), Raksha Hoost (Shiaine), Charlotte Fairman (pettegola), Ian Atwiine (Ban Al'Seen), Iman Marson (Wil Al'Seen), Phil John Perry (corteggiatore di Elayne), Piqi Miqi (taverniere), Seam Turay (giocatore d’azzardo), Jonathon Ojinnaka (capitano di porto affascinante), Martin Buchan (anziano), Clint Gordon (corteggiatore di Mat).

## Occhiodoro
- Titolo originale: Goldeneyes
- Diretto da: Ciarán Donnelly
- Scritto da: Dave Hill

### Trama
Guidati da Perrin, gli abitanti di Emond's Field si preparano a difendere il villaggio dall'imminente attacco dei Trolloc e degli Amici delle Tenebre. L'arrivo dell'esercito nemico viene però anticipato da quello di una carovana di Tuatha'an sopravvissuti a un'incursione dei trolloc, tra i quali Perrin riconosce Aram e Ila. Al calare della notte, la legione di mostri raggiunge il valico fortificato dove la gente dei Fiumi Gemelli ha predisposto la prima linea di difesa: mentre la prima ondata di assalitori viene respinta grazie allo sforzo combinato degli arcieri e di Alanna che, attingendo anche al potere delle sorelle Cauthon, rovescia sui nemici una pioggia di ghiaccio, Loial, Bain e Chiad raggiungono la via ogier da cui arriveranno i rinforzi dei Trolloc. Dopo aver eliminato gli uomini che la presidiavano, Loial si congeda dalle sue compagne ed entra nel portale per chiuderlo dall'interno. Intanto, una seconda ondata di nemici si abbatte sui difensori di Emond's Field, costringendoli a ripiegare all'interno del villaggio. Qui, a sorpresa, fanno irruzione i Manti Bianchi guidati da Ian Bornhald, cui Perrin aveva in precedenza chiesto aiuto in cambio della promessa di consegnarsi a battaglia finita. La presenza di Padan Fain tra i rinforzi, però, fa capire al ragazzo che si tratta di un'imboscata e, così, si scatena una furibonda battaglia tra gli abitanti del villaggio e i Manti Bianchi fedeli a Bornhald contro Trolloc e Amici delle Tenebre. Approfittando della confusione, Eamon Valda si eclissa dalla battaglia per cercare Alanna e ucciderla, ma questa viene salvata dalle sorelle Cauthon, che incanalano insieme l'Unico Potere dando fuoco a Valda, che muore tra atroci sofferenze, per vendicare la morte della madre. Nel frattempo i Tuatha'an, fuggiti tramite un tunnel segreto portando con sé i bambini del villaggio, come chiesto loro da Perrin, emergono nella boscaglia ma un Trolloc li ha seguiti; per salvare se stesso e il neonato che porta in braccio, Aram trasgredisce alle regole della via della foglia e uccide il mostro con un pugnale. Mentre, nelle vie, Loial si sacrifica facendo crollare il ponte che conduce al portale, al villaggio Perrin affronta e sconfigge Fain: per avere salva la vita, l'Amico delle Tenebre accetta di far ritirare i Trolloc e lasciare per sempre i Fiumi Gemelli. L'esercito si ritira e i difensori festeggiano la vittoria. Il mattino seguente, Bornhald si presenta al villaggio per prelevare Perrin e processarlo e il giovane, dopo un commosso addio alla sua gente e all'amata Faile, si consegna ai Manti Bianchi.
- Guest star: Abdul Salis (Eamon Valda), Ragga Ragnars (Bain), Maja Simonsen (Chiad), Daryl McCormack (Aram), Maria Doyle Kennedy (Ila), Rina Mahoney (Marin Al'Vere), Michael Lindall (Lord Luc), Mandi Symonds (Daise Congar), Gregory Gudgeon (Cenn Buie), Litiana Biutanaseva (Bode Cauthon), Lilibet Biutanaseva (Eldrin Cauthon), Ian Atwiine (Ban Al'Seen), Iman Marson (Wil Al'Seen), Raksha Hoost (Shiaine), Lea Kron (messaggero Amico delle Tenebre), Marco Micelli (fornaio dei Fiumi Gemelli).

## Colui che viene con l'alba
- Titolo originale: He Who Comes with the Dawn
- Diretto da: Ciarán Donnelly
- Scritto da: Justine Juel Gillmer

### Trama
In un flashback si scopre che Elaida, dieci anni prima degli eventi narrati, si era candidata a seggio di Amyrlin arrivando a presentarsi al cospetto degli Eelfinn per esaudire tre desideri ma, contro ogni previsione, era stata sconfitta, nel voto da Siuan Sanche. Ora, l'Aes Sedai dell'Ajah Rossa è determinata a deporre l'attuale Amyrlin Seat e riprendersi ciò che le spetta. Approfittando di uno stratagemma per allontanare Verin Mathwin e altre fedeli di Siuan dalla Torre Bianca, Elaida convoca il consiglio e ottiene gli undici voti necessari per destituire la rivale e prenderne il posto. Siuan Sanche viene accusata di essere in combutta con il Tenebroso e di aver nascosto l'identità del Drago Rinato alle altre Aes Sedai. Dopo essere stata pubblicamente quietata insieme a Leane Sharif, Siuan viene giustiziata.
Nel deserto aiel, Moiraine tiene Sammael prigioniero e schermato con l'intenzione di costringerlo a completare l'addestramento di Rand nell'utilizzo dell'Unico Potere. Lanfear visita in sogno il giovane Drago Rinato rivelando che è stata lei a mandare il Reietto nel deserto per lo stesso motivo; quando la donna rinnova a Rand la proposta di governare il mondo insieme, il ragazzo rifiuta e pone fine una volta per tutte alla loro relazione. Lanfear, furiosa, uccide Sammael e in seguito ha un dialogo con Rahvin, facendogli credere che sia stata opera di Moghedien. Mentre la carovana di Taardad si mette in marcia in direzione di Al'cair Dal, dove Rand dovrà essere proclamato Car'a'carn da tutti i capi dei clan aiel, Lanfear si presenta dagli Shaido per convincerli a proporre un proprio candidato, Couladin, come "capo dei capi" da opporre a Rand, spacciandolo per il vero Drago Rinato. Davanti alle tribù riunite Rand, per dimostrare di essere il vero Car'a'car, svela le origini degli aiel e tutto ciò che ha visto nel Ruhidian. Infine, incanala un'immensa quantità di saidin e provoca un acquazzone nel deserto, evento che non si verificava da prima della frattura del mondo. Nel frattempo, Moiraine viene attaccata da Lanfear e rischia di morire, ma riesce a salvarsi grazie all'intervento di Lan e al potere del talismano che ha trovato nel tronco di Avendesora, costringendo la Figlia della Notte a fuggire.
A Tanchico, Moghedien consegna sotto mentite spoglie il secondo bracciale a Liandrin, al che la donna si dirige nel palazzo della governatrice della città per recuperare il collare, venendo notata da Mat e Nynaeve. Il gruppo segue la donna dell'Ajah Nera e, dopo essersi divisi, Nynaeve riesce a trovare il prezioso a'dam, venendo però scoperta da Liandrin che se ne impossessa e incatena la giovane per poi gettarla in mare condannandola ad affogare. In punto di morte, Nynaeve trova la forza di salvarsi, riuscendo a incanalare di nuovo dopo tanto tempo. Intanto, Elayne scopre grazie a Thom – che in passato è stato menestrello di corte a Caemlyn – che Lord Gaebril è in realtà un Reietto e che i suoi ricordi di lui sono falsi. I due riescono anche a eliminare una delle seguaci di Liandrin. Mat e Min, invece, finiscono in una sala dove si trova un ter'angreal che conduce al cospetto degli Eelfinn e Mat, ignaro, lo attraversa. Quando ne esce, si ritrova impiccato al portale ma Min riesce a salvarlo. Liandrin si ritrova a fronteggiare Moghedien e si offre di aiutarla nella sua lotta con gli altri Reietti e con il Drago Rinato.
- Guest star: Alexandre Willaume (Thom Merrilin), Clare-Hope Ashitey (Alviarin Freidhen), Clare Dunne (Galina Casban), Clare Perkins (Kerene Nagashi), Nuno Lopes (Rahvin), Nukâka Coster-Waldau (Bair), Björn Landberg (Rhuarc), Salóme Gunnarsdóttir (Melaine), Synnøve Macody Lund (Melindhra), Cameron Jack (Sammael), Olivia Popica (Jeaine Caide), Mi Hae Lee (Chesmal Emry), Natasha Culzac (Sevanna), Set Sjöstrand (Couladin), Robert Strange (Eelfinn), Rebecca Root (Custode degli Annali), Ragga Ragnars (Bain), Maja Simonsen (Chiad), Carmela Bonomi (Jorin din Jubai White Wing), Ayanda Seoka (sapiente Shaido), Katarina Morhacova (Aes Sedai Bianca), Steffi Sattler (Aes Sedai Bianca), Robert Orr (guardia di palazzo della Panarca), Paul Dean (guardia anziana), Payton Wallace (guardia della Torre Bianca), Petr Semerád (guardia della Torre Bianca).